# Chrysosoma puma
Chrysosoma puma är en tvåvingeart som beskrevs av Dyte och Smith 1980. Chrysosoma puma ingår i släktet Chrysosoma och familjen styltflugor.
Artens utbredningsområde är Kenya. Inga underarter finns listade i Catalogue of Life.